# John Henry Schwarz
Pour les articles homonymes, voir Schwarz.
John Henry Schwarz (né le 22 novembre 1941 à North Adams, Massachusetts) est un physicien théoricien américain.
Avec Yoichiro Nambu, Holger Bech Nielsen, Gabriele Veneziano, Michael Green, Leonard Susskind et Edward Witten, il est considéré comme l'un des pères de la théorie des cordes.

## Éducation
Il a étudié les mathématiques au Harvard College (A.B., 1962) et la physique théorique à l'université de Californie à Berkeley (Ph.D., 1966).

## Activités et recherches
Pendant plusieurs années, il a été un des rares physiciens considérant la théorie des cordes comme une théorie valide de la gravité quantique.
Avec Michael Green, il démontre l'absence d'anomalie dans la théorie des cordes de type I en 1984. Nommés mécanisme de Green-Schwarz (en), ces travaux déclenchent la première révolution des cordes et a grandement contribué à faire évoluer les recherches sur la théorie des cordes.
Schwarz a encadré des recherches à l'université de Princeton de 1966 à 1972. Puis, il a été au California Institute of Technology (Caltech), où il le professeur de physique théorique de Harold Brown.

## Récompenses et distinctions
Il est membre de l'Académie nationale des sciences (académie nationale des sciences des États-Unis) et a reçu le prix Dirac
du Centre international de physique théorique Abdus Salam en 1989 ainsi que le prix Dannie-Heineman de physique mathématique de la Société américaine de physique en 2002.